# Železnogorsk-Ilimskij
Železnogorsk-Ilimskij (anche traslitterata come Zheleznogorsk-Ilimsky) è una cittadina della Siberia sudorientale (Oblast' di Irkutsk), situata 1.222 km a nord del capoluogo, a breve distanza dalle sponde del fiume Ilim (affluente dell'Angara); è il capoluogo amministrativo del Nižneilimskij rajon.
Fondata nel 1948 (o, secondo altre fonti, nel XVII secolo) con il nome di Koršunicha (dal nome del piccolo fiume, affluente dell'Ilim, che scorre nella zona), presso una zona di estrazione di minerali di ferro; si sviluppò successivamente come centro minerario, ottenendo lo status di città nel 1965.

## Società

### Evoluzione demografica
Fonte: mojgorod.ru
- 1959: 2.000
- 1967: 17.000
- 1979: 29.100
- 1989: 32.300
- 2002: 29.093
- 2007: 26.900